# فرانسیسکو روبیو
فرانسیسکو روبیو (انگلیسی: Francisco Rubio؛ زادهٔ ۶ دسامبر ۱۹۵۳) بازیکن فوتبال اهل فرانسه است.
از باشگاه‌هایی که در آن بازی کرده‌است می‌توان به باشگاه فوتبال نانسی و باشگاه فوتبال المپیک مارسی اشاره کرد.